# منا هول
مُنا یوهانه هول (نروژی: Mona Johanne Hoel؛ زادهٔ ۳ اکتبر ۱۹۶۰) نمایشنامه‌نویس، فیلم‌نامه‌نویس، تهیه‌کننده و کارگردان فیلم اهل نروژ است.
از فیلم‌هایی که وی در آن‌ها نقش داشته‌است، می‌توان به وقتی شب به درازا می‌کشد و کلروکس، آمونیوم و قهوه اشاره نمود.